# Aisha Rateb
Aisha Rateb, née le 22 février 1928, morte le 4 mai 2013, est une avocate, femme politique, et la première femme ambassadrice égyptienne. Cette militante des droits des femmes a été également magistrate et professeur de droit international à l'Université du Caire.

## Biographie
Elle est née au Caire dans une famille de la classe moyenne. A l'université, elle étudie tout d'abord la littérature à l'Université du Caire, mais s'oriente après seulement une semaine vers des études de droit. Elle est diplômée de l'Université du Caire en 1949, passe brièvement à Paris pour poursuivre des études, puis obtient son doctorat en droit en 1955.
Elle aspire à devenir juge en 1949, mais sa candidature est rejetée en raison de son sexe. Le premier ministre de l'époque, Hussein Sirri Pacha, déclare que le fait d'avoir une femme juge est « contre les traditions de la société ». Elle poursuit en justice le gouvernement au motif que ses droits constitutionnels ont été violés Son procès est le premier de son genre en Egypte. Quand elle perd, finalement, le chef du Conseil d'Etat (Madjlis el-Dawla), Abd el-Razzâq el-Sanhourî, admet qu'elle a échoué uniquement pour des raisons politiques et culturelles, et non sur la base de la loi égyptienne ou de la charia,. Son exemple encourage d'autres femmes à reprendre cette revendication. La première à obtenir gain de cause est Tahani al-Gebali. Ce sujet de l'accès des femmes à la magistrature égyptienne reste pendant plusieurs décennies un point contesté. Pour autant, en juillet 2015, 26 femmes ont finalement prêté serment en tant que juges.
Rateb fait partie du comité central de l'Union Socialiste arabe  en 1971, où elle contribue à la rédaction de la nouvelle constitution de l'Egypte. De tous les membres du comité, elle est la seule qui condamne les « pouvoirs extraordinaires que la Constitution accorde au président Anouar al-Sadate ».
Par la suite, elle sert comme ministre des affaires sociales, de 1974 à 1977, et est la deuxième femme à occuper ce poste. Elle reste pour autant une féministe, dans un pays où des discriminations fortes subsistent entre hommes et femmes. Durant cette période, elle s'efforce d'ailleurs de faire passer des réformes en faveur des droits des femmes dans le pays, bien que les cheikhs fondamentalistes  essayent de ruiner sa réputation. Elle tente de mettre en place des restrictions à la polygamie, et aux divorces qui doit être prononcé par un juge pour être légal, évolutions qui ne se concrétiseront que quelques années plus tard. Elle s'emploie également à aider ceux qui sont dans la pauvreté, et fait également adopter une loi pour favoriser l'emploi des handicapés. Lorsque le gouvernement supprime les aides sur les biens essentiels, optant pour la vérité des prix, et provoquant des augmentations sur certaines denrées,décision qui a une incidence sur les citoyens les plus pauvres en Égypte, elle proteste en démissionnant, en 1977.
En 1979, deux ans après cette démission, Anouar el-Sadate l'éloigne de la politique intérieure et la nomme ambassadrice, première femme ambassadrice égyptienne. Elle est en poste au Danemark , de 1979 à 1981, et en République Fédérale d'Allemagne, de 1981 à 1984. Elle se montre partisane d'une position équilibrée de l’Égypte entre les grandes puissances internationales. Elle est relativement critique envers le président Hosni Moubarak, au pouvoir à partir de mi-octobre 1981, et serait favorable à un rapprochement avec certains acteurs régionaux importants comme la Turquie et l'Iran. Elle regrette également la négligence qui afflige les liens avec les pays africains, notamment les pays du bassin du Nil avec lesquels l'Égypte partage des intérêts stratégiques.
Elle meurt à Gizeh à la suite d'un arrêt cardiaque en 2013.